# Stola

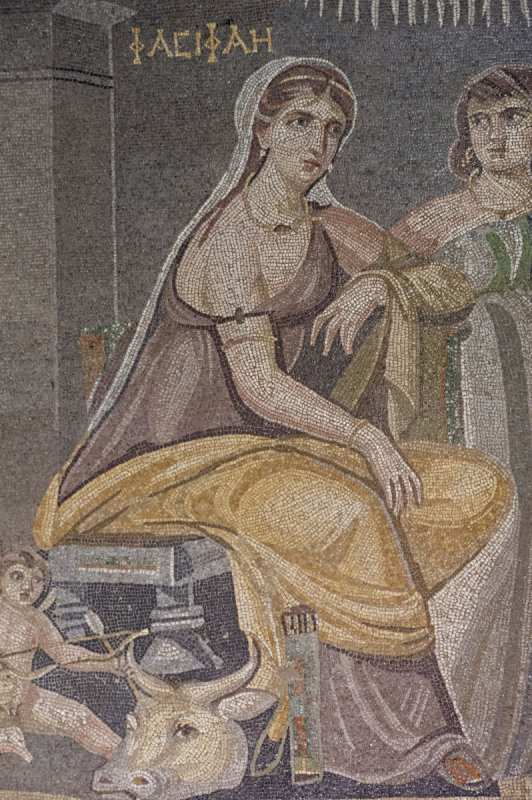
Mosaico Romano que representa a la diosa griega Pasífae, vistiendo una estola y Palla. Mosaico Romano De Zeugma, Turquía.

La estola o stola era la vestimenta característica de las mujeres en la Antigua Roma, correspondiente a la toga que vestían los varones.

## Descripción
La estola era una vestidura plisada y larga hasta los pies, que se llevaba encima de una túnica interior (tunica intima). Generalmente tenía mangas, aunque ocasionalmente se sostenía con tirantes. También podía ser que las mangas pertenecieran a la túnica.
Iba adornada generalmente con tiras bordadas de dibujo y colores variados, que podían estar incluso recamadas en oro, plata y hasta perlas en los casos más lujosos. A diferencia de la toga, podía ser de lana, lino, seda (las más lujosas) o algodón, de colores variados y de tela más o menos liviana.

## Uso
La estola se ceñía, según la moda y el gusto de quien la llevaba, bien debajo del pecho o bien en la cintura, con las mismas tiras que la adornaban, o con ceñidores o cinturones también bordados o adornados. La variación y el gusto personal residían tanto en los adornos como en la colocación adecuada de los pliegues con el ceñidor.
Era el vestido propio de las mujeres casadas o matronas respetables, que lo adoptaban al contraer matrimonio. No estaba restringida formalmente a los ciudadanos romanos, como la toga. Sin embargo, en ciertas épocas existió la prohibición de usarla (y la imposición de usar la toga en su lugar) como castigo a las mujeres divorciadas por adulterio.
En la época primitiva de Roma la toga, o la versión más rudimentaria de ésta, fue usada tanto por varones como por mujeres. Sin embargo, ya en época temprana, y posiblemente por influencia del khiton griego, las mujeres la sustituyeron por la estola, llevada con la túnica interior debajo, y a menudo con la palla por encima (un manto o chal que podía envolver el cuerpo pasando sobre un hombro o sobre los dos, y usarse a veces como capucha), y el uso de la toga por las mujeres quedó asociado a la prostitución o, como se ha explicado, al castigo público por adulterio.
La estola se siguió usando en el Imperio Romano oriental durante la época bizantina.
También se denominó así cierta clase de vestido de ceremonia usada entre los antiguos medos y persas.